# Somero
Somero [ˈsɔmɛrɔ] ist eine Stadt in Südwestfinnland mit 8426 Einwohnern (Stand 31. Dezember 2022). Sie liegt im Osten der Landschaft Varsinais-Suomi. Sowohl von Turku als auch von der Hauptstadt Helsinki ist Somero rund 75 Kilometer entfernt. Über die Hälfte der Einwohner von Somero leben im Gemeindezentrum.

## Geschichte
Grabungen und die Untersuchung von Blütenpollen lassen vermuten, dass seit dem 14. Jahrhundert Landwirtschaft betrieben wurde. Der Ort Somero entstand im 14. Jahrhundert. Die erste urkundliche Erwähnung des Namens Sommares sokn stammt aus dem Jahr 1449; spätestens 1492 war Somero eine selbständige Kirchengemeinde. Im Mittelalter führte der „Ochsenweg“, ein Handelsweg von Turku in die Landschaft Häme, durch Somero. Als politische Gemeinde besteht Somero seit 1987. 1977 wurde die Gemeinde Somerniemi eingemeindet. 1990 wechselte Somero aus der Provinz Häme in die Provinz Turku-Pori, die später in der Provinz Westfinnland aufging. Seit 1993 hat Somero den Status einer Stadt.

## Sehenswürdigkeiten
In Somerniemi steht eine Holzkirche aus dem Jahr 1813. Die neugotische Kirche von Somero wurde von Georg Theodor Chiewitz gestaltet und 1859 fertiggestellt. Neben die Kirche in Somero gibt es eine Steinsakristei aus dem 15. Jahrhundert.
Ein Denkmal für den Komponisten Unto Mononen steht seit 1996 im Zentrum Someros.
Andere Sehenswürdigkeiten sind u. a. der Tanzboden Ämyri in Somerniemi, das Atelier Hiidenlinna und das Landschaftsgebiet Häntälän Notkot.

## Ortschaften
Zu der Gemeinde gehören die Orte Harju, Hirsjärvi, Häntälä, Härjänlahti, Härjänoja, Härkälä, Ihamäki, Jaatila, Jakkula, Joensuu, Kaskisto, Keltiäinen, Kerkola, Kimala, Kivisoja, Kultela, Kärilä, Lammi, Lautela, Mäyrämäki, Oinasjärvi, Ollila, Pajula, Palikainen, Paltta, Pitkäjärvi, Pusula, Pyöli, Rautela, Ruunala, Ryhtä, Salkola, Saarentaka, Suojoki, Sylvänä, Syvänoja, Talvisilta, Terttilä, Uusikaskisto, Viluksela und Ylenjoki.

## Söhne und Töchter
Somero ist der Geburtsort mehrerer berühmter Musiker: des Sängers und Autors Mauri Antero Numminen (* 1940), des Rockmusikers Rauli „Badding“ Somerjoki (1947–1987) und der Opernsängerin Karita Mattila (* 1960).
Weitere Persönlichkeiten, die in Somero geboren wurden:
- Axel Wilhelmowitsch Gadolin (1828–1892), russischer Chemiker und Mineraloge
- Kauko Nyström (1933–2009), Leichtathlet
- Pentti Nikula (* 1939), Leichtathlet
- Tapani Vuorenhela (* 1947), Radrennfahrer
- Minna Nikkanen (* 1988), Leichtathletin

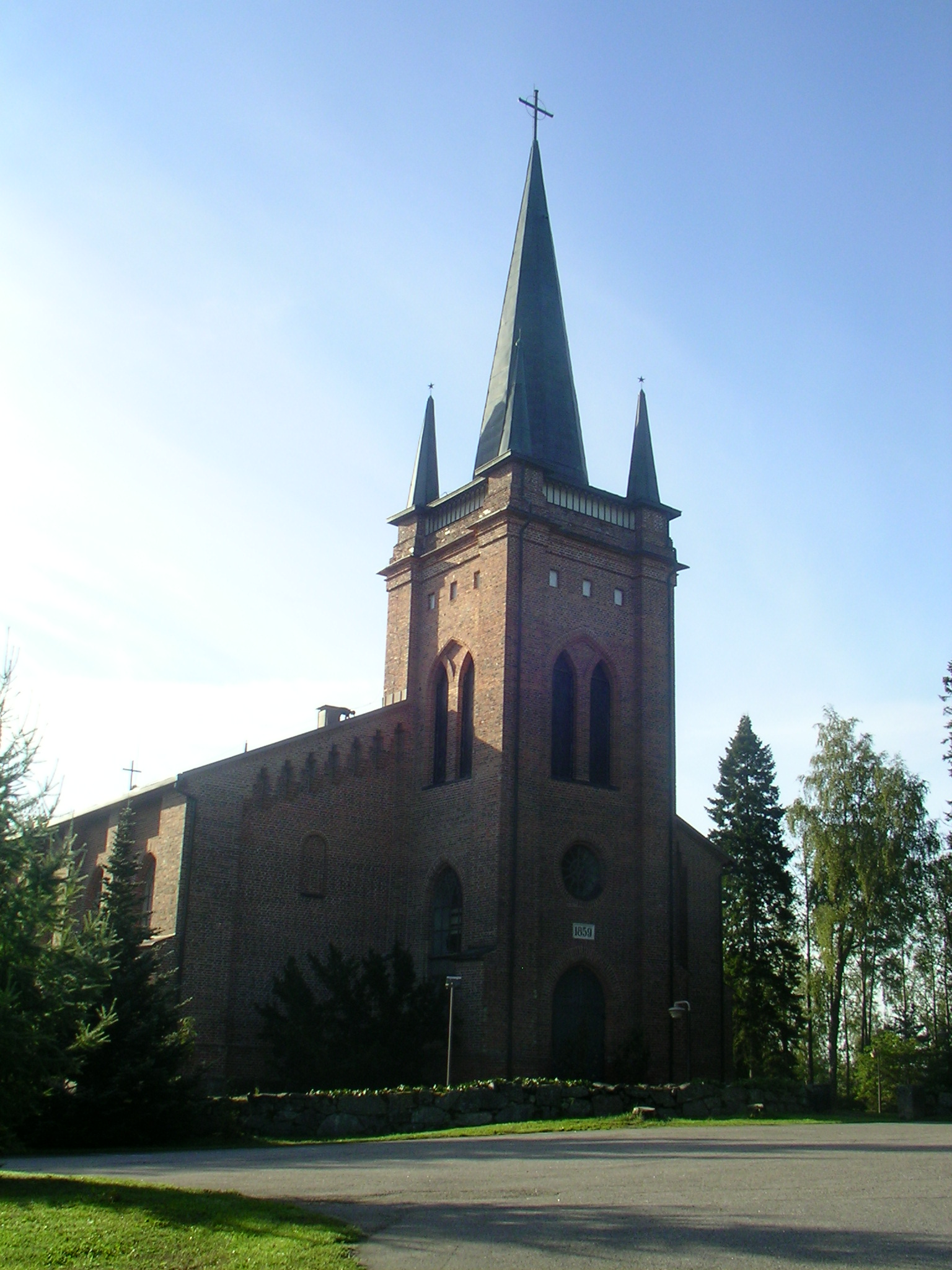
Die Kirche von Somero
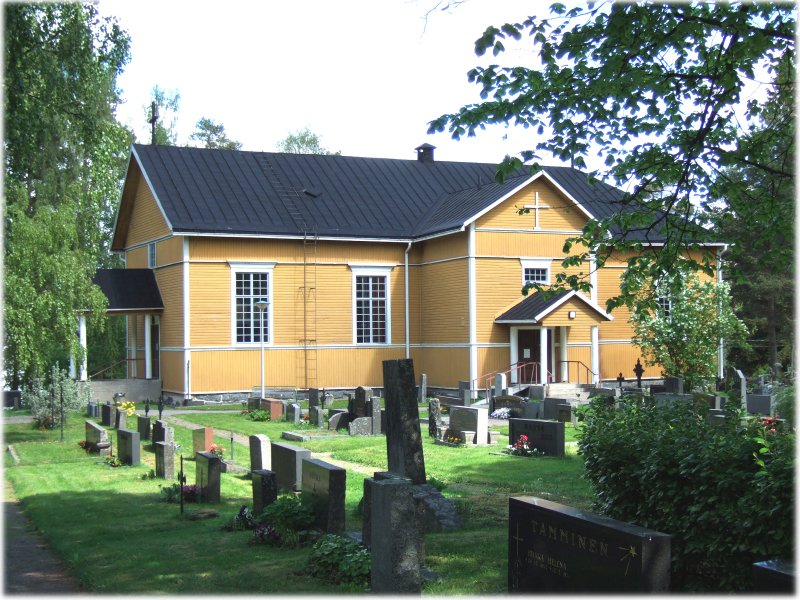
Die Holzkirche von Somerniemi (1813)